# Бэббидж, Чарлз
Ча́рлз Бэ́ббидж (англ. Charles Babbage; 26 декабря 1791, Лондон, Англия — 18 октября 1871, там же) — английский математик, изобретатель первой аналитической вычислительной машины. Иностранный член-корреспондент Императорской академии наук в Санкт-Петербурге (1832). Написал труды по теории функций, механизации счёта в экономике. Сконструировал и построил (1820—22) машину для табулирования. С 1822 года работал над постройкой разностной машины. В 1833 году разработал проект универсальной цифровой вычислительной машины — прообраза современной ЭВМ.

## Биография
Чарлз Бэббидж родился 26 декабря 1791 года в Лондоне в семье банкира Бенджамина Бэббиджа и Элизабет Тип (англ. Teape). В детстве у Чарлза было очень слабое здоровье. В 8 лет его отправили в частную школу в Альфингтоне на воспитание священнику. На тот момент его отец уже был достаточно обеспечен, чтобы позволить обучение Чарлза в частной школе. Бенджамин Бэббидж попросил священника не давать Чарлзу сильных учебных нагрузок из-за слабого здоровья.
После школы в Альфингтоне Чарлз был отправлен в академию в Энфилде, где, по существу, и началось его настоящее обучение. Именно там Бэббидж начал проявлять интерес к математике, чему поспособствовала большая библиотека в академии.
После обучения в академии Бэббидж обучался у двух репетиторов. Первый был священником, жившим возле Кембриджа. По словам Чарлза, священник не дал бы ему тех знаний, который он мог получить, обучаясь у более опытного репетитора. После священника у Бэббиджа был репетитор из Оксфорда. Он смог дать Бэббиджу основные классические знания, достаточные для поступления в колледж.
В 1810 году Бэббидж поступил в Тринити-колледж в Кембридже. Однако основам математики он обучался самостоятельно по книжкам. Он тщательно изучал труды Ньютона, Лейбница, Лагранжа, Лакруа, Эйлера и других математиков академий Санкт-Петербурга, Берлина и Парижа. Бэббидж очень быстро обогнал своих преподавателей по знаниям и был сильно разочарован уровнем преподавания математики в Кембридже. Более того, он заметил, что Британия в целом заметно отстала от континентальных стран по уровню математической подготовки.
В связи с этим он решил создать общество, целью которого являлось внесение современной европейской математики в Кембриджский университет. В 1812 году Чарлз Бэббидж, его друзья, Джон Гершель (John Herschel) и Джордж Пикок (George Peacock) и ещё несколько молодых математиков основали «Аналитическое общество». Они стали проводить собрания. Обсуждать различные вопросы, связанные с математикой. Начали публиковать свои труды. Например, в 1816 году они опубликовали переведённый ими на английский язык «Трактат по дифференциальному и интегральному исчислению» французского математика Лакруа, а в 1820 году опубликовали два тома примеров, дополняющих этот трактат. Аналитическое общество своей активностью инициировало реформу математического образования вначале в Кембридже, а затем и в других университетах Британии.
В 1812 году Бэббидж перешёл в колледж Святого Петра (Питерхаус), а в 1814 году он получил степень бакалавра.
В 1816 году он стал членом Королевского Общества Лондона. К тому времени им было написано несколько больших научных статей в разных математических дисциплинах. В 1820 году он стал членом Королевского общества Эдинбурга и Королевского астрономического общества. В 1827 году он похоронил отца, жену и двоих детей. В 1827 году он стал профессором математических наук в Кембридже и занимал этот пост в течение 12 лет. Покинув этот пост, он большую часть своего времени посвятил делу его жизни — разработке вычислительных машин.
В 1835 году посетил Одессу в связи с командировкой.
Последние годы жизни Бэббидж посвятил философии и политической экономии.
Чарлз Бэббидж умер в возрасте 79 лет 18 октября 1871 года. Похоронен на кладбище Кенсал Грин (англ. Kensal Green Cemetery) в Лондоне.
Мозг Чарлза Бэббиджа был извлечен после его смерти и в течение 36 лет хранился в музее Хантера в Глазго. Впоследствии он был препарирован профессором Чарлзом Стюартом. Британское Королевское общество искусств опубликовало результаты и фотографии препарации в книге «Описание мозга мистера Чарлза Бэббиджа» (Description of the Brain of Mr. Charles Babbage)

## Изобретения Бэббиджа
Бэббидж, без сомнения, является первым автором идеи создания вычислительной машины, которая в наши дни называется компьютером.

### Малая разностная машина
Впервые Бэббидж задумался о создании механизма, который позволил бы производить автоматически сложные вычисления с большой точностью, в 1812 году. На эти мысли его натолкнуло изучение логарифмических таблиц, при пересчёте которых были выявлены многочисленные ошибки в вычислениях, обусловленные человеческим фактором. Ещё тогда он начал осмысливать возможность проведения сложных математических расчётов при помощи механических аппаратов.
Также очень большое влияние на Бэббиджа оказали работы французского учёного барона де Прони, который предложил идею разделения труда при вычислении больших таблиц (логарифмических, тригонометрических и др.). Он предлагал разделить процесс вычисления на три уровня. Первый уровень — несколько выдающихся математиков, подготавливающих математическое обеспечение. Второй уровень — образованные технологи, которые организовывали рутинный процесс вычислительных работ. А третий уровень занимали сами вычислители, от которых требовалось лишь умение складывать и вычитать. Идеи Прони навели Бэббиджа на мысль о замене третьего уровня (вычислителей) механическим устройством.
Однако Бэббидж не сразу начал заниматься развитием идеи построения вычислительного механизма. Лишь в 1819 году, когда он заинтересовался астрономией, он более точно определил свои идеи и сформулировал принципы вычисления таблиц разностным методом при помощи машины, которую он впоследствии назвал разностной. Эта машина должна была производить комплекс вычислений, используя только операцию сложения. В 1819 году Чарлз Бэббидж приступил к созданию малой разностной машины, а в 1822 году он закончил её строительство и выступил перед Королевским Астрономическим обществом с докладом о применении машинного механизма для вычисления астрономических и математических таблиц. Он продемонстрировал работу машины на примере вычисления членов последовательности. Работа разностной машины была основана на методе конечных разностей. Малая машина была полностью механической и состояла из множества шестерёнок и рычагов. В ней использовалась десятичная система счисления. Она оперировала 18-разрядными числами с точностью до восьмого знака после запятой и обеспечивала скорость вычислений 12 членов последовательности в 1 минуту. Малая разностная машина могла считать значения многочленов 7-й степени.
За создание разностной машины Бэббидж был награждён первой золотой медалью Астрономического общества. Однако малая разностная машина была экспериментальной, так как имела небольшую память и не могла быть использована для больших вычислений.

### Большая разностная машина
В 1822 году Бэббидж задумался о создании большой разностной машины, которая позволила бы заменить огромное количество людей, занимающихся вычислением различных астрономических, навигационных и математических таблиц. Это позволило бы сэкономить затраты на оплату труда, а также избавиться от ошибок, связанных с человеческим фактором.
Со своим предложением профинансировать создание большой разностной машины Чарлз Бэббидж обратился в Королевское и Астрономическое общества. И те, и другие отозвались на это предложение положительно. В 1823 году Бэббидж получил 1500 фунтов стерлингов и приступил к разработке новой машины. Он планировал сконструировать машину за 3 года. Однако Бэббидж не учёл сложности конструкции, а также технические возможности того времени. И уже к 1827 году было затрачено 3500 фунтов стерлингов (из них более £1000 составляли его личные деньги). Ход работы по созданию разностной машины сильно замедлился.
Кроме того, на процесс конструирования машины большое влияние оказали трагические события в жизни Бэббиджа в 1827 году. В этот год он похоронил отца, жену и двоих детей. После этих событий у него ухудшилось самочувствие, и он не мог заниматься конструированием машины. Чтобы восстановить здоровье, он поехал в путешествие по континенту.
После путешествия в 1828 году Бэббидж продолжил разработку, но денег уже не было. Он обращался ко многим обществам и правительству с просьбой о помощи. Только в 1830 году он получил от правительства ещё 9000 фунтов стерлингов, после чего продолжил конструирование разностной машины.
В 1834 году работы по созданию машины были приостановлены. На тот момент уже было затрачено 17000 фунтов государственных денег и от 6000 до 7000 личных. С 1834 по 1842 год правительство обдумывало, оказывать поддержку проекту или нет, а в 1842 году отказалось финансировать проект. Разностная машина так и не была достроена.
Большая разностная машина должна была состоять из 25000 деталей, весить почти 14 тонн и быть 2,5 метра высотой. Кроме того, разностная машина должна была быть оснащена печатным устройством для вывода результатов. Память была рассчитана на 1000 50-разрядных чисел.
Возможно, причиной неудачи создания разностной машины, наряду с трагическими событиями 1827 года и недостаточным уровнем технологий того времени, стала излишняя разносторонность Бэббиджа. Он поднимался с экспедицией на Везувий, погружался на дно озера в водолазном колоколе, участвовал в археологических раскопках, изучал залегание руд, спускаясь в шахты. Почти год он занимался безопасностью железнодорожного движения и сделал очень много специального оборудования — в том числе создал спидометр. Кроме того, при конструировании разностной машины он разработал немало оборудования для обработки металла. В 1851 году Чарлз Бэббидж предпринял попытку сконструировать улучшенную версию разностной машины — «Разностную машину 2». Но и этот проект не был удачным.
Однако труды Бэббиджа по созданию разностной машины не пропали даром. В 1854 году шведский изобретатель Шойц по работам Бэббиджа построил несколько разностных машин. А ещё через некоторое время Мартин Виберг усовершенствовал машину Шойца и использовал её для расчётов и публикации логарифмических таблиц.
В 1991 году в Лондонском научном музее была построена работающая копия «Разностной машины 2».

### Аналитическая машина
Несмотря на неудачу с разностной машиной, Бэббидж в 1833 году задумался о создании программируемой вычислительной машины, которую он назвал аналитической (прообраз современного компьютера). В отличие от разностной машины, аналитическая машина позволяла решать более широкий ряд задач. Именно эта машина стала делом его жизни и принесла посмертную славу. Он предполагал, что построение новой машины потребует меньше времени и средств, чем доработка разностной машины, так как она должна была состоять из более простых механических элементов. С 1834 года Бэббидж начал проектировать аналитическую машину.
Архитектура современного компьютера во многом схожа с архитектурой аналитической машины. В аналитической машине Бэббидж предусмотрел следующие части: склад (store), фабрика или мельница (mill), управляющий элемент (control) и устройства ввода-вывода информации.
Склад предназначался для хранения как значений переменных, с которыми производятся операции, так и результатов операций. В современной терминологии это называется памятью.
Мельница (арифметико-логическое устройство, часть современного процессора) должна была производить операции над переменными, а также хранить в регистрах значение переменных, с которыми в данный момент осуществляет операцию.
Третье устройство, которому Бэббидж не дал названия, осуществляло управление последовательностью операций, помещением переменных в склад и извлечением их из склада, а также выводом результатов. Оно считывало последовательность операций и переменные с перфокарт.
Перфокарты были двух видов: операционные карты и карты переменных. Из операционных карт можно было составить библиотеку функций.
Кроме того, по замыслу Бэббиджа, Аналитическая машина должна была содержать устройство печати и устройство вывода результатов на перфокарты для последующего использования.
Для создания компьютера в современном понимании оставалось лишь придумать схему с хранимой программой, что было сделано 100 лет спустя Эккертом, Мочли и Фон Нейманом.
Бэббидж разрабатывал конструкцию аналитической машины в одиночку. Он часто посещал промышленные выставки, где были представлены различные новинки науки и техники. Именно там состоялось его знакомство с Адой Августой Лавлейс (дочерью Джорджа Байрона), которая стала его очень близким другом, помощником и единственным единомышленником. В 1840 году Бэббидж ездил по приглашению итальянских математиков в Турин, где читал лекции о своей машине. Луиджи Менабреа, преподаватель туринской артиллерийской академии, создал и опубликовал конспект лекций на французском языке. Позже Ада Лавлейс перевела эти лекции на английский язык, дополнив их комментариями, по объёму превосходящими исходный текст. В комментариях Ада сделала описание ЦВМ и инструкции по программированию к ней. Это были первые в мире программы. Именно поэтому Аду Лавлейс справедливо называют первым программистом. Однако, аналитическая машина так и не была закончена. Вот, что писал Бэббидж в 1851 году: «Все разработки, связанные с Аналитической машиной, выполнены за мой счёт. Я провёл целый ряд экспериментов и дошёл до черты, за которой моих возможностей не хватает. В связи с этим я вынужден отказаться от дальнейшей работы». Несмотря на то, что Бэббидж подробно описал конструкцию аналитической машины и принципы её работы, она так и не была построена при его жизни. Причин этому было много, но основными стали полное отсутствие финансирования проекта по созданию аналитической машины и низкий уровень технологий того времени. Бэббидж не стал в этот раз просить помощи у правительства, так как понимал, что после неудачи с разностной машиной ему всё равно откажут.
Только после смерти Чарлза Бэббиджа его сын, Генри Бэббидж, продолжил начатое отцом дело. В 1888 году Генри сумел построить по чертежам отца центральный узел аналитической машины. А в 1906 году Генри совместно с фирмой Монро построил действующую модель аналитической машины, включающую арифметическое устройство и устройство для печатания результатов. Машина Бэббиджа оказалась работоспособной.
В 1864 году Чарлз Бэббидж написал: «Пройдёт, вероятно, полстолетия, прежде чем люди убедятся, что без тех средств, которые я оставляю после себя, нельзя будет обойтись». В своём предположении он ошибся на 30 лет. Только через 80 лет после этого высказывания была построена машина МАРК-I, которую назвали «осуществлённой мечтой Бэббиджа». Архитектура МАРК-I была очень схожа с архитектурой аналитической машины. Говард Эйкен на самом деле серьёзно изучал публикации Бэббиджа и Ады Лавлейс перед созданием своей машины, причём его машина идеологически незначительно ушла вперёд по сравнению с недостроенной аналитической машиной. Производительность МАРК-I оказалась всего в десять раз выше, чем расчётная скорость работы аналитической машины.

### Прочие заслуги Чарлза Бэббиджа
Несмотря на то, что Чарлз Бэббидж считается изобретателем вычислительных машин, на самом деле он был очень разносторонним человеком. Бэббидж занимался безопасностью железнодорожного движения, для чего оборудовал вагон-лабораторию всевозможными датчиками, показания которых фиксировались самописцами. Изобрёл спидометр. Участвовал в изобретении тахометра. Создал приспособление, сбрасывающее случайные предметы с путей перед локомотивом.
В ходе работ над созданием вычислительных машин сделал большой прогресс в металлообработке. Сконструировал поперечно-строгальный и токарно-револьверный станки, придумал методы изготовления зубчатых колес. Предложил новый метод заточки инструментов и литья под давлением.
Он содействовал реформированию почтовой системы в Англии. Составил первые надёжные страховые таблицы. Занимался теорией функционального анализа, экспериментальными исследованиями электромагнетизма, вопросами шифрования, оптикой, геологией, религиозно-философскими вопросами. Более того, известен как человек, первым взломавший шифр Виженера.
В 1834 году Бэббидж написал одну из самых важных работ «Экономика технологий и производств» (англ. Economy of Machines and Manufactures, 1832), в которой он предлагал то, что сейчас называется «исследованием операций».
Во время Крымской войны Бэббидж был привлечен к криптографической работе на британскую армию: с помощью математического анализа успешно взламывал код Виженера, что позволяло читать русские военные шифровки.
В 1864 году Бэббидж написал автобиографию — «Отрывки из жизни философа» (англ. Passages from the Life of Philosopher, 1864) — своеобразную летопись своих неудач и достижений. В главе «Уличные беспорядки» (Street Nuisances) он описал борьбу, которую в одиночку вёл против уличных музыкантов. При жизни эта борьба снискала ему бо́льшую известность, чем научные достижения.
Он был одним из основателей Лондонского статистического общества. В числе его изобретений были спидометр, офтальмоскоп, сейсмограф, устройство для наведения артиллерийского орудия.
Кроме того, Бэббидж был очень общительным человеком. Часто по субботам он собирал в доме гостей. Иногда приходило до 200 или 300 человек, среди которых были такие знаменитые люди того времени, как Фуко, Пьер Лаплас, Чарльз Дарвин, Чарльз Диккенс, Александр Гумбольдт. Помимо этого он поддерживал близкие отношения с Юнгом, Фурье, Пуассоном, Бесселем, Мальтусом.
Бэббидж оставил огромный след в истории XIX века и сделал переворот не только в математике и вычислительной технике, но и в науке в целом.

## Семья
В 1814 году Чарлз Бэббидж женился на Джорджиане Витмур (Georgiana Whitmore), и в 1815 году они переехали из Кембриджа в Лондон. За тринадцать лет брака у них было восемь детей, но пятеро из них умерли в детстве. Дети:
- Бэббидж, Бенджамин Гершель — австралийский инженер и путешественник.

## Память
В 1935 году Международный астрономический союз присвоил имя Чарлза Бэббиджа кратеру на видимой стороне Луны.
Именем Бэббиджа был назван машинно-ориентированный высокоуровневый язык программирования для ЭВМ GEC 4080 и последующих в серии. Язык программирования Babbage поставлялся производителем вместе с вычислительными машинами и заменял на них ассемблер.